# Ali Šabanaŭ
Ali Šabanavič Šabanaŭ, noto anche come Ali Šabanovič Šabanov (in bielorusso Алі Шабанaвiч Шабанаў?, in russo Али Шабанович Шабанов?; Kiziljurt, 25 agosto 1989), è un lottatore russo naturalizzato bielorusso, specializzato nella lotta libera.

## Biografia
È nato nel Daghestan, all'epoca Unione Sovietica. A livello agonistico ha sempre gareggiato per la Bielorussia, rappresentando il Paese ai Giochi olimpici estivi di Londra 2012, concludendo settimo nella categoria fino a 66 kg, e quelli di Tokyo 2020, in cui si è piazzato sedicesimo nel torneo degli 86 kg.

## Palmarès
| Anno | Manifestazione  | Sede       | Evento | Risultato | Note |
| ---- | --------------- | ---------- | ------ | --------- | ---- |
| 2011 | Europei         | Dortmund   | 66 kg  | 5º        |      |
| 2011 | Mondiali        | Istanbul   | 66 kg  | 12º       |      |
| 2012 | Giochi olimpici | Londra     | 66 kg  | 10º       |      |
| 2013 | Europei         | Tbilisi    | 74 kg  | 9º        |      |
| 2013 | Mondiali        | Budapest   | 74 kg  | Bronzo    |      |
| 2014 | Europei         | Vantaa     | 74 kg  | 5º        |      |
| 2014 | Mondiali        | Tashkent   | 70 kg  | Bronzo    |      |
| 2015 | Giochi europei  | Baku       | 74 kg  | 5º        |      |
| 2015 | Mondiali        | Las Vegas  | 74 kg  | 19º       |      |
| 2016 | Europei         | Riga       | 74 kg  | 17º       |      |
| 2017 | Europei         | Novi Sad   | 74 kg  | 11º       |      |
| 2017 | Mondiali        | Parigi     | 74 kg  | Bronzo    |      |
| 2018 | Europei         | Kaspijsk   | 79 kg  | 10º       |      |
| 2018 | Mondiali        | Budapest   | 79 kg  | Bronzo    |      |
| 2019 | Europei         | Bucarest   | 86 kg  | Bronzo    |      |
| 2019 | Giochi europei  | Minsk      | 86 kg  | Argento   |      |
| 2019 | Mondiali        | Nur-Sultan | 86 kg  | 35º       |      |
| 2021 | Europei         | Varsavia   | 86 kg  | Bronzo    |      |
| 2021 | Giochi olimpici | Tokyo      | 86 kg  | 13º       |      |